# Segunda batalla del Aeropuerto Internacional de Donetsk
La segunda batalla del Aeropuerto Internacional de Donetsk comenzó el 28 de septiembre de 2014. Una batalla anterior en mayo de 2014 había dejado al Aeropuerto Internacional Serguéi Prokófiev bajo control ucraniano. A pesar de un acuerdo de alto al fuego, el Protocolo de Minsk, en vigor a partir del 5 de septiembre de 2014, estallaron enfrentamientos entre las fuerzas de la República Popular de Donetsk afiliadas a Rusia y las fuerzas armadas y voluntarias de Ucrania.
Al comienzo de la batalla, el aeropuerto se encontraba entre las líneas de control separatista y ucraniana, y era la última parte de la ciudad de Donetsk en manos de las fuerzas gubernamentales ucranianas. Los intensos enfrentamientos por el aeropuerto continuaron durante el año nuevo, y algunos de los peores combates tuvieron lugar en enero de 2015. El 21 de enero, las fuerzas de Donetsk invadieron las posiciones del gobierno en el aeropuerto. Las fuerzas ucranianas restantes fueron asesinadas, obligadas a retirarse o capturadas.

## Eventos
Las escaramuzas esporádicas entre la RP de Donetsk y las fuerzas ucranianas continuaron en el Aeropuerto Internacional de Donetsk tras la firma del protocolo de Minsk el 5 de septiembre de 2014. A fines de septiembre, estos incidentes menores se hicieron más frecuentes. El 23 de septiembre se informó de bombardeos y disparos de ametralladoras en las inmediaciones del aeropuerto. Según un oficial anónimo de inteligencia de la RP de Donetsk que fue entrevistado el 25 de septiembre, "Cuando disparan, respondemos para mostrarles que estamos aquí. Están muy bien armados por dentro. Tienen tanques T-64 y múltiples lanzacohetes. Nosotros no No tenemos lo que necesitamos para sacarlos". También dijo que el aeropuerto de Donetsk era un "terrible dolor de cabeza" para la RPD. El aeropuerto se encuentra al norte de la ciudad de Donetsk controlada por los insurgentes y proporciona un "punto de vista conveniente" para las fuerzas ucranianas, lo que les permite atacar las posiciones de la RPD en Donetsk con fuego de artillería. Los intercambios de "ojo por ojo" entre las partes en conflicto se volvieron más serios en los días posteriores al 25 de septiembre.
La ubicación de los edificios principales en el aeropuerto dificultó desde el principio su defensa por parte de las fuerzas ucranianas, ya que las estructuras del aeropuerto están ubicadas en la sección sur, mientras que la pista que servía para reabastecer a las fuerzas ucranianas estaba al aire libre, lo que permitió a los combatientes de la RPD apuntarlos fácilmente.

### Comienza la batalla (septiembre-octubre de 2014)

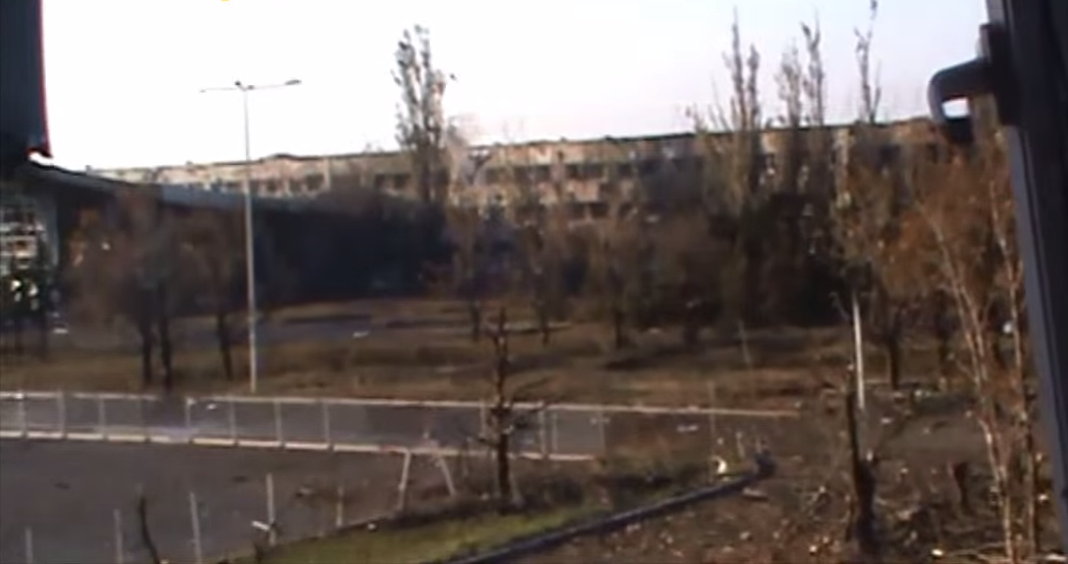
Batallón Sparta atacando la antigua terminal el 6 de octubre de 2014.

Las fuerzas de la RPD comenzaron un "esfuerzo concertado" para retomar el Aeropuerto Internacional de Donetsk en los últimos días de septiembre. El peor incidente desde el inicio del alto el fuego tuvo lugar el 28 de septiembre, cuando nueve soldados ucranianos murieron y veintisiete resultaron heridos en un enfrentamiento con las fuerzas de la RPD. Siete de ellos murieron cuando un proyectil de tanque golpeó un vehículo blindado de transporte de personal ucraniano. Los monitores de la Organización para la Seguridad y la Cooperación en Europa (OSCE) informaron fuertes bombardeos alrededor del aeropuerto. Alrededor de este tiempo, las fuerzas de la RPD comenzaron a establecer posiciones en bloques de pisos con vista al aeropuerto, incluida una estación médica, un área de preparación y un puesto de observación de artillería. A las 06:15 hora local del día siguiente, las fuerzas de la RPD comenzaron a bombardear el aeropuerto con cohetes Grad. Según el líder de la RPD, Aleksandr Zajárchenko, el bombardeo insurgente se lanzó en respuesta al fuego de mortero del gobierno que había estado cayendo sobre la ciudad de Donetsk propiamente dicha. Las fuerzas de la RPD utilizaron sus posiciones en los edificios residenciales vecinos para dirigir el fuego de artillería en el aeropuerto.
Las fuerzas separatistas y ucranianas continuaron intercambiando fuego de artillería. En medio del fuego continuo, una escuela y una parada de autobús en el distrito de Kyivskiy de la ciudad de Donetsk, que linda con el aeropuerto, fueron alcanzados por proyectiles el 1 de octubre. Diez civiles murieron, aunque ningún escolar resultó herido. Según Joanne Mariner de Amnistía Internacional, era "imposible saber" quién fue el responsable del incidente. Sin embargo, también dijo que "las fuerzas ucranianas han atacado áreas residenciales disparando desde el aeropuerto", y que las fuerzas de la RPD "también son responsables, ya que han estado estacionando artillería en áreas residenciales y disparando desde allí, en clara contradicción con las leyes. de la guerra". Al mismo tiempo, las fuerzas de la DPR apoyadas por tanques comenzaron a avanzar hacia el aeropuerto y se apoderaron de varios hangares, un área de almacenamiento de combustible y dependencias. Utilizaron estos edificios como emplazamientos de artillería y comenzaron a bombardear las posiciones ucranianas desde ellos. Las fuerzas de la RPD continuaron avanzando y capturaron el centro de control, la estación de policía y el hotel, pero no pudieron avanzar más. El bombardeo mutuo continuó el 2 de octubre. La situación, según el gobierno ucraniano, era "difícil".
En medio del intenso fuego de artillería, las fuerzas de la RPD se adentraron más en el aeropuerto el 3 de octubre. Los militantes irrumpieron en el antiguo edificio de la terminal del aeropuerto usando bombas de humo para cubrirse. Según un portavoz de las Fuerzas Armadas de Ucrania, el avance militante había sido apoyado por "drones rusos". Sus tanques apuntaron con sus armas al nuevo edificio de la terminal, el principal bastión de los soldados ucranianos en el aeropuerto. A pesar de esto, las fuerzas ucranianas luego lograron expulsar a los insurgentes de la mitad del antiguo edificio de la terminal y detuvieron su avance. Las fuerzas gubernamentales dijeron que destruyeron dos tanques DPR y mataron a 12 militantes en los combates. Según un oficial militar ucraniano, fue "la mayor pérdida individual entre los rebeldes" desde el inicio del acuerdo de alto el fuego del 5 de septiembre. Cuatro soldados ucranianos murieron en los combates, incluidos dos del grupo de extrema derecha Sector Derecho.
Las fuerzas de la RPD hicieron otro intento de tomar el control del aeropuerto de Donetsk el 9 de octubre. Dijeron que lograron capturar la mayor parte del aeropuerto, pero esto no ocurrió. Las fuerzas gubernamentales repelieron el ataque. Durante esta escaramuza, fuertes bombardeos en distritos cercanos al aeropuerto resultaron en la muerte de al menos cinco civiles.
Los combates entre las fuerzas de Ucrania y la RPD se intensificaron a mediados de octubre. Seis personas resultaron heridas por los bombardeos el 19 de octubre. Una gran explosión causada por bombardeos en una planta química cerca del aeropuerto el 20 de octubre dañó el Donbass Arena y causó daños a edificios en Donetsk. Las autoridades de la RPD dijeron que las fuerzas ucranianas habían causado la explosión con un sistema de misiles Tochka U, lo que el gobierno ucraniano negó. Los soldados ucranianos en el aeropuerto, que se enfrentaban a un asedio constante, se vieron obligados a esconderse detrás de muros de hormigón. Según un soldado ucraniano en el aeropuerto, las fuerzas de la RPD se infiltraron en la red de túneles debajo de los edificios del aeropuerto. Las fuerzas ucranianas mantuvieron su control sobre la torre de control y el antiguo edificio de la terminal.
Para el 28 de octubre, todos menos los tres primeros pisos del nuevo edificio de la terminal se habían derrumbado. Se había convertido en un "esqueleto ennegrecido". Las fuerzas ucranianas mantuvieron el control de la planta baja y el primer piso del aeropuerto, mientras que las fuerzas de la RPD controlaron el segundo piso y la red de túneles subterráneos. El edificio se había llenado de trampas explosivas y escombros, con las fuerzas ucranianas y de la RPD luchando en un "juego claustrofóbico del gato y el ratón".. Según un informe que apareció en Los Angeles Times, las fuerzas de la RPD bombardearon constantemente el aeropuerto y las fuerzas terrestres separatistas atacaron a las tropas ucranianas en el nuevo edificio de la terminal al menos una vez al día. La pista se había vuelto inutilizable, cubierta de vehículos blindados destruidos. El informe decía que en el nuevo edificio de la terminal, "todos los cristales se han hecho añicos; todas las puertas, paredes y techos han sido atravesados por balas y metralla".

### Estancamiento continuo (noviembre-diciembre de 2014)
Un representante de la operación militar del gobierno ucraniano en el Dombás dijo el 11 de noviembre que las fuerzas ucranianas habían sacado a todos los separatistas del nuevo edificio de la terminal en el aeropuerto de Donetsk y que se habían izado tres banderas ucranianas sobre él. Un batallón del Sector Derecho paramilitar pro-ucraniano voluntario que había estado luchando contra las fuerzas de la RPD en el aeropuerto dijo que se iba, ya que el aeropuerto estaba firmemente bajo el control de las Fuerzas Armadas de Ucrania. Ambas partes acordaron un breve alto el fuego en la noche del 16 al 17 de noviembre. Según un portavoz militar ucraniano, este acuerdo se hizo solo para permitir que las fuerzas de la RPD recuperaran a sus muertos y heridos de los terrenos del aeropuerto. En la mañana del 17 de noviembre, el fuego de artillería pesada volvió a sacudir el aeropuerto.
El portavoz del Consejo Nacional de Seguridad y Defensa de Ucrania (NSDC), Andriy Lysenko, dijo el 1 de diciembre que las fuerzas especiales rusas estaban ayudando a las fuerzas de la RPD en el aeropuerto. En un intento por reducir la situación en la zona, el teniente general ucraniano Vladimir Askarov y el teniente general ruso Aleksandr Lentsov acordaron celebrar una reunión para discutir un alto al fuego. Tras la reunión del 2 de diciembre, se anunció un alto el fuego general. El teniente general Lentsov dijo que, en la reunión, él y su homólogo ucraniano discutieron la creación de un centro militar de control conjunto para coordinar la implementación del protocolo de Minsk en el área de Donetsk. El centro incluiría representantes rusos, ucranianos y de la OSCE.
Las fuerzas ucranianas abandonaron el antiguo edificio de la terminal el 5 de diciembre debido a los intensos bombardeos de las fuerzas de la RPD que rompieron el breve alto el fuego, pero continuaron manteniendo sus posiciones en el nuevo edificio de la terminal. En ese momento, se informó que el antiguo edificio de la terminal se había convertido en el principal campo de batalla del aeropuerto. La torre de control de tráfico aéreo estratégico, que las fuerzas ucranianas utilizaron para observar los movimientos terrestres de los insurgentes, permaneció bajo control ucraniano. Estaba bajo el bombardeo constante de la artillería de la DPR. El pueblo cercano de Pisky, que estaba bajo control ucraniano, se había convertido en un "Stalingrado" completamente destruido. Según los paramilitares voluntarios del Sector Derecho, las ruinas de Pisky se utilizaron para vigilar el "Camino de la Vida", la única línea de suministro al aeropuerto de Donetsk que estaba controlada por las fuerzas gubernamentales.

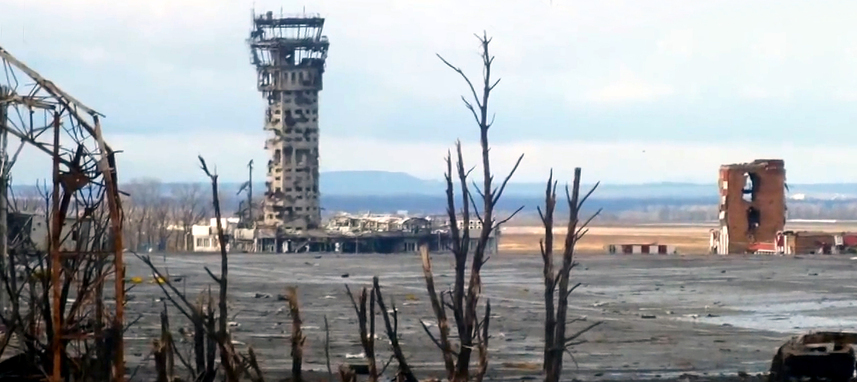
Torre de control dañada en el Aeropuerto Internacional de Donetsk a fines de diciembre de 2014. Desde entonces ha sido destruida.

En el transcurso de diciembre, hubo varias rotaciones de las tropas ucranianas estacionadas en el aeropuerto. Estas rotaciones fueron supervisadas por la Misión Especial de Supervisión de la OSCE en Ucrania. Además, las fuerzas de la RPD ayudaron con las rotaciones bajo la observación de la OSCE y ayudaron a transportar personal y suministros ucranianos. A pesar de los informes ocasionales de disparos, la OSCE dijo que las rotaciones "se habían desarrollado sin problemas, ya que los comandantes de ambas partes habían llegado a un acuerdo sobre el cese del fuego de artillería y armas pequeñas durante la rotación".
Los intensos combates se reanudaron el 29 de diciembre, cuando las fuerzas de la RPD atacaron de nuevo las posiciones controladas por el gobierno en el aeropuerto. Tres soldados ucranianos murieron en los combates, junto con catorce insurgentes. Para el 31 de diciembre, los insurgentes se habían retirado a las posiciones que ocupaban antes del ataque. Sin embargo, se reanudaron los intensos combates cuando las fuerzas de la RPD lanzaron una ofensiva de tres frentes en el pueblo estratégico de Pisky. Las fuerzas ucranianas dijeron que estaban "manteniendo su posición". Los monitores de la OSCE informaron que Pisky permanecía bajo el control del gobierno, pero que las fuerzas de la RPD habían tomado el control del "Centro Volvo" en su entrada sur.

### Enfrentamiento final y retirada de Ucrania (enero de 2015)

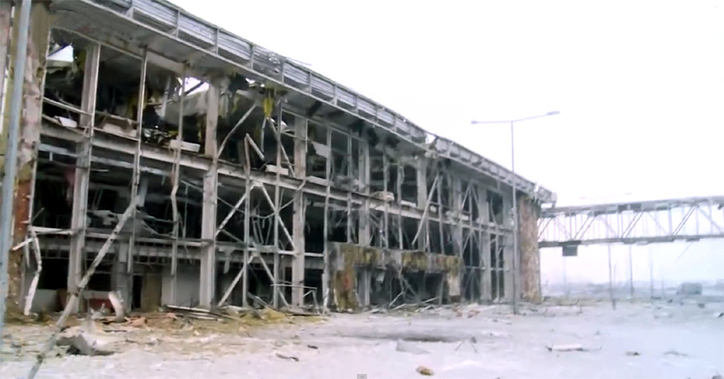
Ruinas de la nueva terminal.

Las fuerzas gubernamentales atacaron el antiguo edificio de la terminal controlado por la RPD el 12 de enero, pero este ataque fue repelido por las fuerzas de la RPD. Al día siguiente, el líder de la Misión Especial de Monitoreo de la OSCE en Ucrania dijo que la situación aeropuerto se había "deteriorado considerablemente". Según un funcionario del gobierno ucraniano, las fuerzas ucranianas que defendían el aeropuerto recibieron un ultimátum de las autoridades de la RPD que decían que si no se retiraban del aeropuerto a las 17:00 hora local, "enfrentarían la destrucción". Las fuerzas ucranianas no se retiraron, lo que provocó un fuerte bombardeo por parte de las fuerzas de la RPD. Este bombardeo provocó el colapso de la torre de control de tráfico aéreo estratégico. En el momento del colapso de la torre, las fuerzas del DPR se encontraban a 400 metros (440 yardas) del nuevo edificio de la terminal. Un soldado ucraniano dijo que el bombardeo de la RPD estaba "barriendo la terminal" y que las fuerzas de la RPD "simplemente destruirían" a las tropas gubernamentales restantes sin apoyo. Posteriormente, las fuerzas ucranianas pudieron frenar el ataque de la RPD con su propio fuego de artillería.
Después de cuatro días de fuertes bombardeos del aeropuerto, las fuerzas de la RPD hicieron retroceder a las tropas ucranianas el 14 de enero y capturaron un tercio del nuevo edificio de la terminal. Al día siguiente, las autoridades de la RPD dijeron que tenían el control total del aeropuerto, y un reportero de Associated Press confirmó que una bandera de la RPD ondeaba sobre el nuevo edificio de la terminal. A pesar de esto, los combates continuaron y los funcionarios del gobierno ucraniano negaron que la terminal se hubiera perdido. Un soldado ucraniano en el aeropuerto dijo que las fuerzas ucranianas se habían visto obligadas a refugiarse en una sola sala y que estaban bajo fuego constante de tanques. El líder de la RPD, Aleksandr Zajárchenko, declaró que la captura del aeropuerto fue el primer paso para recuperar el territorio perdido por las fuerzas ucranianas durante el verano de 2014. Dijo: "Que nuestros compatriotas escuchen esto: no solo renunciaremos a nuestra tierra. de vuelta pacíficamente, o así”, refiriéndose a la toma del aeropuerto. Las fuerzas ucranianas dijeron que "no había habido orden de retirada" del aeropuerto, y el presidente del parlamento de la RPD, Andrei Purgin, dijo que si bien las fuerzas de la RPD habían obtenido el control de los edificios de la terminal, la lucha continuaba porque "los ucranianos tienen muchos lugares donde esconderse". Por la noche, las tropas ucranianas lanzaron un contraataque y obligaron a los insurgentes a retirarse del primer piso del edificio. A pesar de esto, las fuerzas del DPR mantuvieron el control del segundo piso y el sótano.

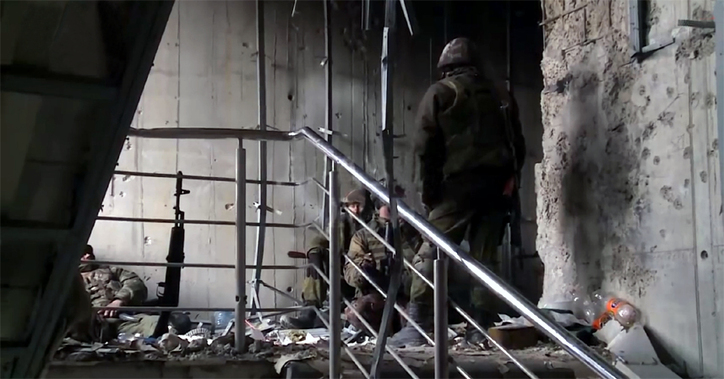
Combatientes del batallón Somalia en el nuevo edificio de la terminal, el 16 de enero.

Una operación militar del gobierno durante el fin de semana del 17 al 18 de enero dio como resultado que las fuerzas ucranianas recuperaran la mayor parte del aeropuerto. Según un portavoz del NSDC, la operación restableció las líneas de control establecidas por el Protocolo de Minsk y, por lo tanto, no constituyó una violación del mismo. La operación hizo que los combates avanzaran hacia Donetsk propiamente dicho, lo que resultó en un intenso bombardeo de las zonas residenciales de la ciudad que bordean el aeropuerto. Las autoridades de la RPD dijeron que detuvieron a las fuerzas gubernamentales en el puente Putylivskiy, que conecta el aeropuerto y la ciudad propiamente dicha. El puente, que tenía una importancia estratégica, fue destruido durante los combates. Los monitores de la OSCE informaron que los bombardeos habían causado graves daños en los distritos residenciales de Donetsk de Kyivsky, Kirovsky, Petrovsky y Voroshilovsky. Ambas partes reclamaron el control del aeropuerto el 19 de enero. Las autoridades de la RPD reconocieron que la contraofensiva del gobierno resultó en la muerte de 16 de sus hombres y que 62 resultaron heridos. Durante el día, los insurgentes volaron parte del techo del primer piso del nuevo edificio de la terminal, causando que se derrumbara sobre los soldados ucranianos escondidos. Muchos soldados resultaron heridos por el derrumbe. Según el comandante de la brigada aeromóvil, coronel Yevgeny Moysyuk, el derrumbe fue orquestado por soldados rusos profesionales, que habían sido responsables de obligar a las fuerzas ucranianas a esconderse en el primer piso. Habiendo interceptado sus comunicaciones, dijo que "el idioma que hablaban, los acentos, la jerga, el vocabulario, todo era ruso-ruso, ni siquiera ruso-ucraniano". Por la noche, un grupo de tropas ucranianas que habían sido rodeadas por insurgentes cerca del aeropuerto lograron escapar hacia el aeropuerto, aunque un soldado murió. Al día siguiente, un periodista polaco informó desde Pisky, controlado por el gobierno, que el aeropuerto estaba mayormente bajo el control de la DPR, pero refutó la afirmación separatista de que Pisky también había sido capturado. Por la noche, el Ministerio de Defensa de Ucrania dijo que las fuerzas de la RPD habían volado la pista del aeropuerto. Para este punto, más de 100 soldados que resultaron heridos durante la batalla del aeropuerto habían sido evacuados. By this point, more than 100 soldiers that were wounded during that airport battle had been evacuated.
Las fuerzas ucranianas intentaron rodear el aeropuerto en un intento de hacer retroceder a los insurgentes el 20 de enero. Mientras las fuerzas ucranianas y de la RPD luchaban para alejarse del aeropuerto, un grupo de insurgentes asaltó la planta baja y el segundo piso del nuevo edificio de la terminal. Las tropas ucranianas continuaron resistiendo en el primer piso del edificio hasta que los separatistas explotaron el segundo piso a las 15:30 EET, causando que se derrumbara sobre ellos. Esto mató a varios soldados y resultó ser el punto de inflexión de la batalla. Al día siguiente, las fuerzas ucranianas restantes fueron capturadas, asesinadas o se vieron obligadas a retirarse del edificio, lo que permitió que las fuerzas de la RPD lo invadieran. Según un voluntario, 37 soldados ucranianos murieron. Durante los combates, el líder del Sector Derecho, Dmitró Yárosh, resultó herido por la explosión de un cohete Grad en Pisky. Fue evacuado de la zona de conflicto. Un portavoz del Ministerio de Defensa de la RPD dijo que dieciséis soldados ucranianos que habían estado enterrados bajo los escombros en el edificio principal de la terminal durante días habían sido tomados cautivos y recibieron atención médica. El presidente ucraniano, Petró Poroshenko, dijo el 21 de enero que Rusia había desplegado más de 9.000 soldados y 500 tanques, unidades de artillería y vehículos blindados de transporte de personal en el Dombás. Un artículo que apareció en The Daily Telegraph decía que el despliegue parecía ser "una respuesta al éxito [anterior] de Kiev" en retener el control del aeropuerto de Donetsk, y que la afluencia de armamento y mano de obra había hecho insostenibles las posiciones ucranianas en el aeropuerto. Después de la batalla, los combatientes separatistas hicieron desfilar a los soldados ucranianos capturados desde el aeropuerto hasta el lugar del bombardeo de un autobús en la ciudad de Donetsk propiamente dicha. Los espectadores abusaron verbalmente de los prisioneros y les arrojaron escombros del autobús que explotó. La pérdida del aeropuerto se describió como una "victoria devastadora sobre las fuerzas ucranianas" y un "gran golpe".

## Simbolismo

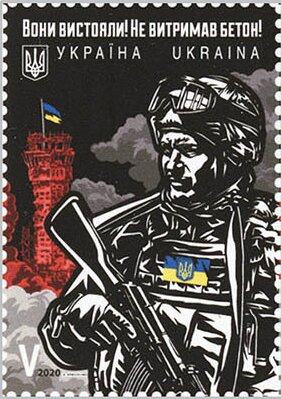
Un sello de Ucrania de 2020 dedicado al quinto aniversario de la batalla. Dice: ¡¡Resistieron [los ataques]!! ¡¡El hormigón no lo hizo!!.

Durante la batalla, se usó la palabra cyborg (ucraniano: кіборг, romanizado: kiborh) para referirse a los defensores ucranianos del aeropuerto. El término se tomó de las comunicaciones de radio interceptadas de las fuerzas de la RPD que se referían a los ucranianos como "una especie de cyborgs sentados allí", publicado en YouTube. Los ucranianos tomaron el nombre y comenzaron a referirse a los soldados ucranianos dentro del aeropuerto como cyborgs. Se refiere a la forma en que los defensores del aeropuerto pudieron defenderse de los ataques constantes de las fuerzas de la RPD en lugares cerrados con poco sueño o apoyo, al igual que los cyborgs de ciencia ficción son "mitad hombres, mitad máquinas" indestructibles o "sobrehumanos". Los cyborgs se han convertido en parte de los mitos nacionales ucranianos y se proyectan en una "luz casi legendaria" entre muchos ucranianos. El término "cyborg" generalmente se aplica a las siguientes unidades: 3.er Regimiento Spetsnaz, 93.a Brigada Mecanizada, 79.a Brigada Aeromóvil, 17.a Brigada de Tanques, y el batallón de voluntarios del Sector Derecho.
Para conmemorar a aquellos que cayeron en batalla, Ucrania celebra anualmente el Día de la Memoria de los Cyborgs el 16 de enero.

## Importancia estratégica
Se cuestionó la cuestión de si el control del aeropuerto de Donetsk era una necesidad estratégica para las fuerzas ucranianas. Ya en septiembre de 2014, el parlamentario ucraniano Dmitró Timchuk sugirió que el aeropuerto debería ser destruido y que las fuerzas ucranianas deberían retirarse a una posición más fácil de defender. Timchuk dijo que el aeropuerto había quedado inutilizable por los combates y que los temores de que Rusia lo usara para apoyar a la República Popular de Donetsk eran exagerados. También se dijo que el área al norte del aeropuerto, que está cubierta de bosques, habría sido más fácil de defender que un edificio rodeado de espacios abiertos.
Asimismo, también se cuestionó el valor del aeropuerto para los separatistas. Las fuerzas de la RPD no tenían acceso a aviones ni a otras armas aéreas, y la pista del aeropuerto había quedado inutilizada por los bombardeos. Además, tras el final de la batalla, las tropas ucranianas se retiraron al pueblo de Pisky, justo al suroeste de la pista del aeropuerto. Continuaron controlando este pueblo, lo que significa que el aeropuerto permaneció dentro de la línea de fuego ucraniana. Es probable que, debido a que la DPR envió una gran fuerza para asaltar el aeropuerto, esto proporcionó una oportunidad para que el Batallón Azov alejara a los insurgentes de Mariúpol.
Sin embargo, el aeropuerto supuso una ventaja táctica para los ucranianos. Si bien la DPR se centró en los eventos del aeropuerto seguidos de cerca por los medios, los ucranianos lograron expulsar a la DPR de los suburbios cercanos del aglomerado de Donetsk.

## En la cultura popular
El 7 de diciembre de 2017 se estrenó una película sobre los Cyborgs ucranianos llamada Cyborgs: Heroes Never Die. La película aseguró el primer lugar en la taquilla al ganar 302 000 dólares estadounidenses en su semana de estreno.

## Galería

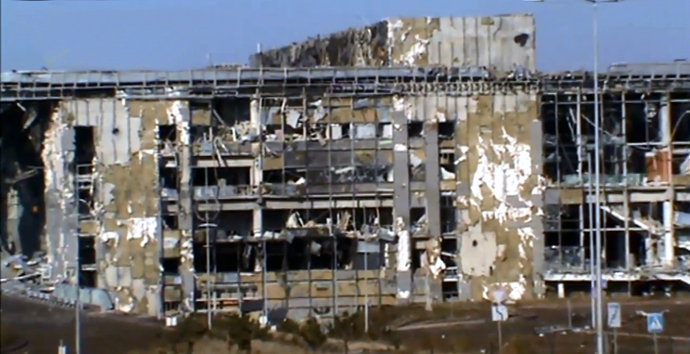
Ruinas de la nueva terminal (octubre de 2014)
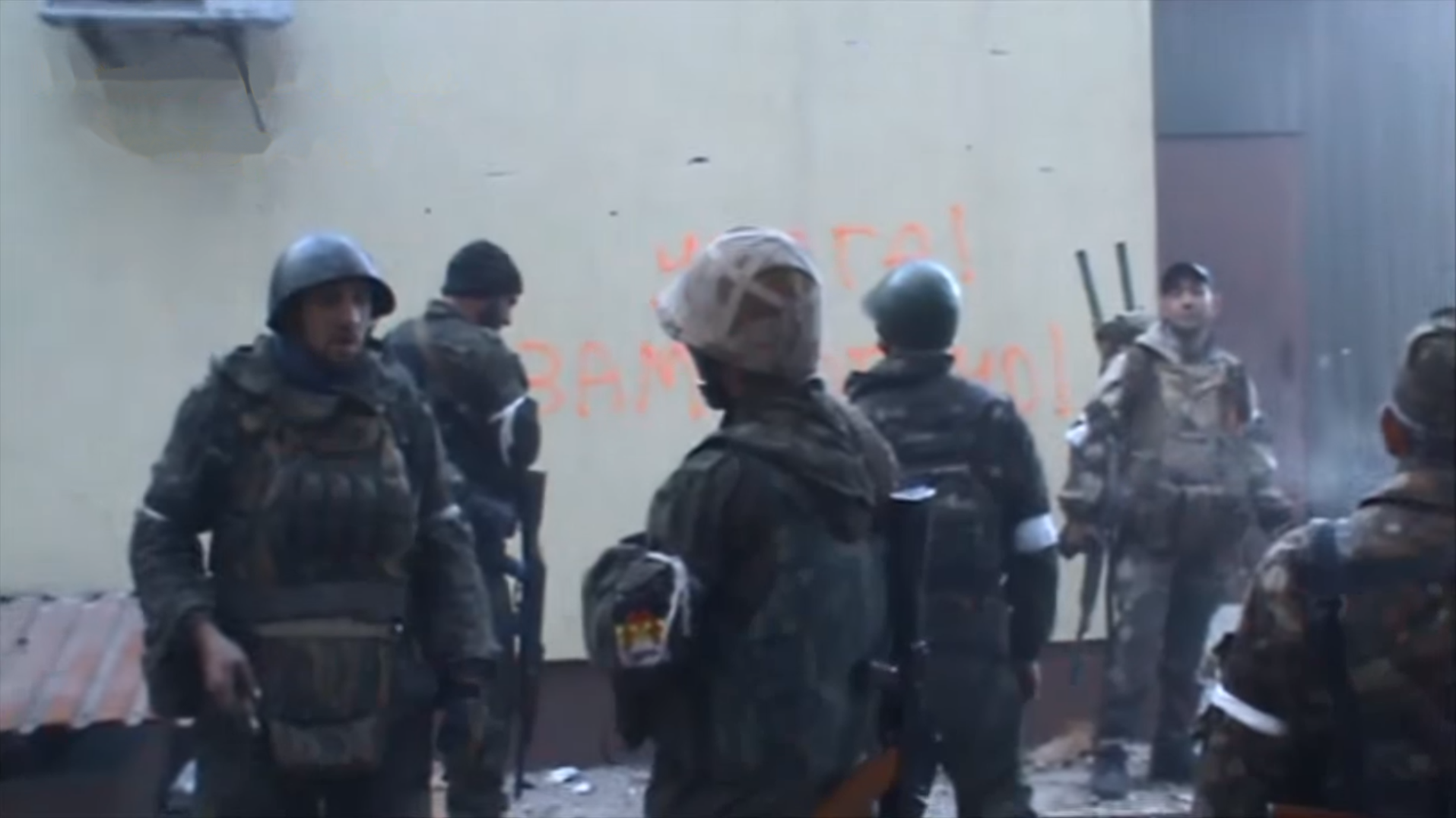
Tropas del batallón Sparta durante un descanso (octubre de 2014)
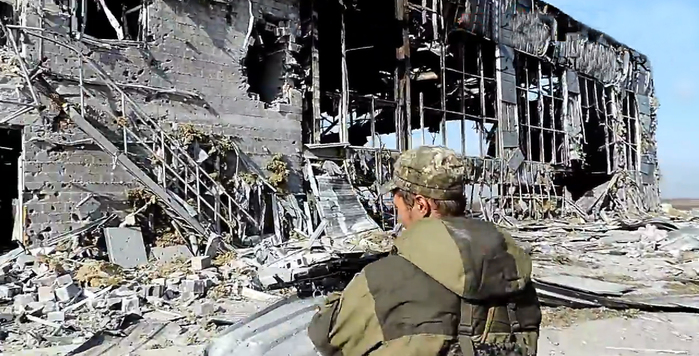
Combatiente del batallón Somalia cerca de un área muy dañada (octubre de 2014)
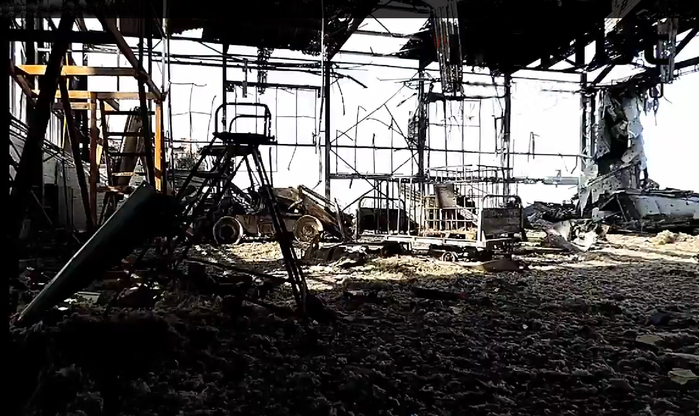
Escombros en uno de los edificios gravemente dañados cerca de la Vieja Terminal (octubre de 2014)
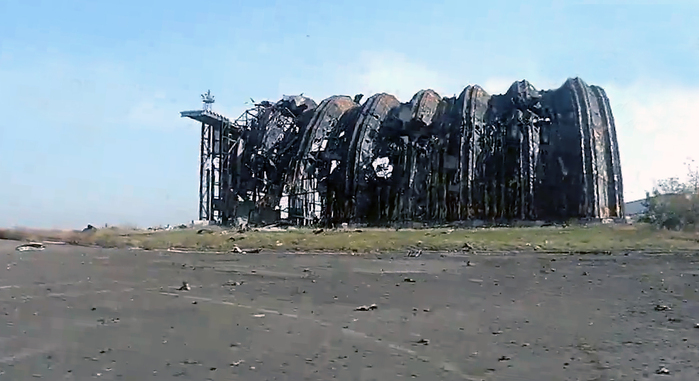
Hangar gravemente dañado cerca de la antigua terminal (octubre de 2014)
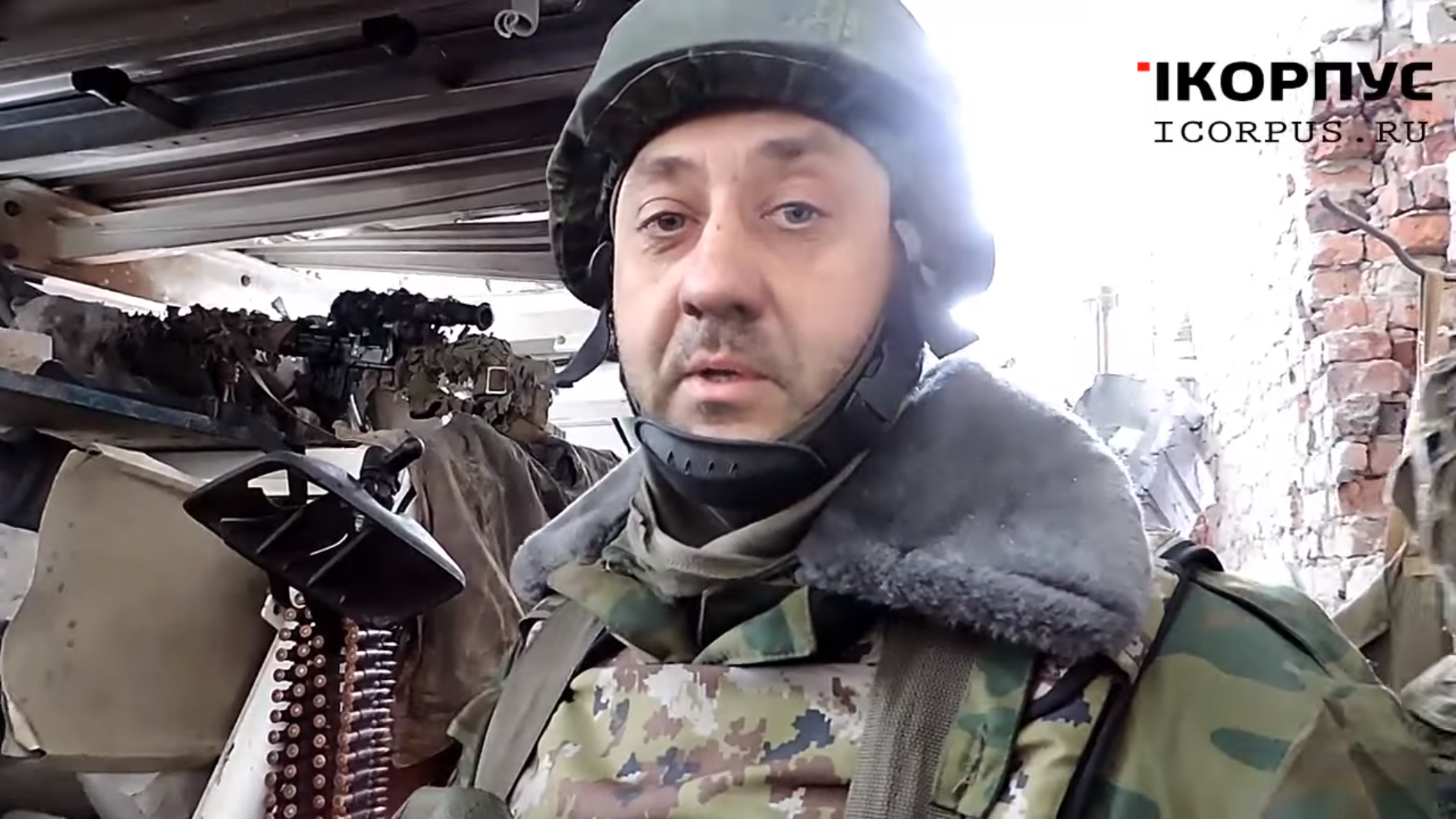
Luchador del batallón Sparta cerca de la antigua terminal (noviembre de 2014)
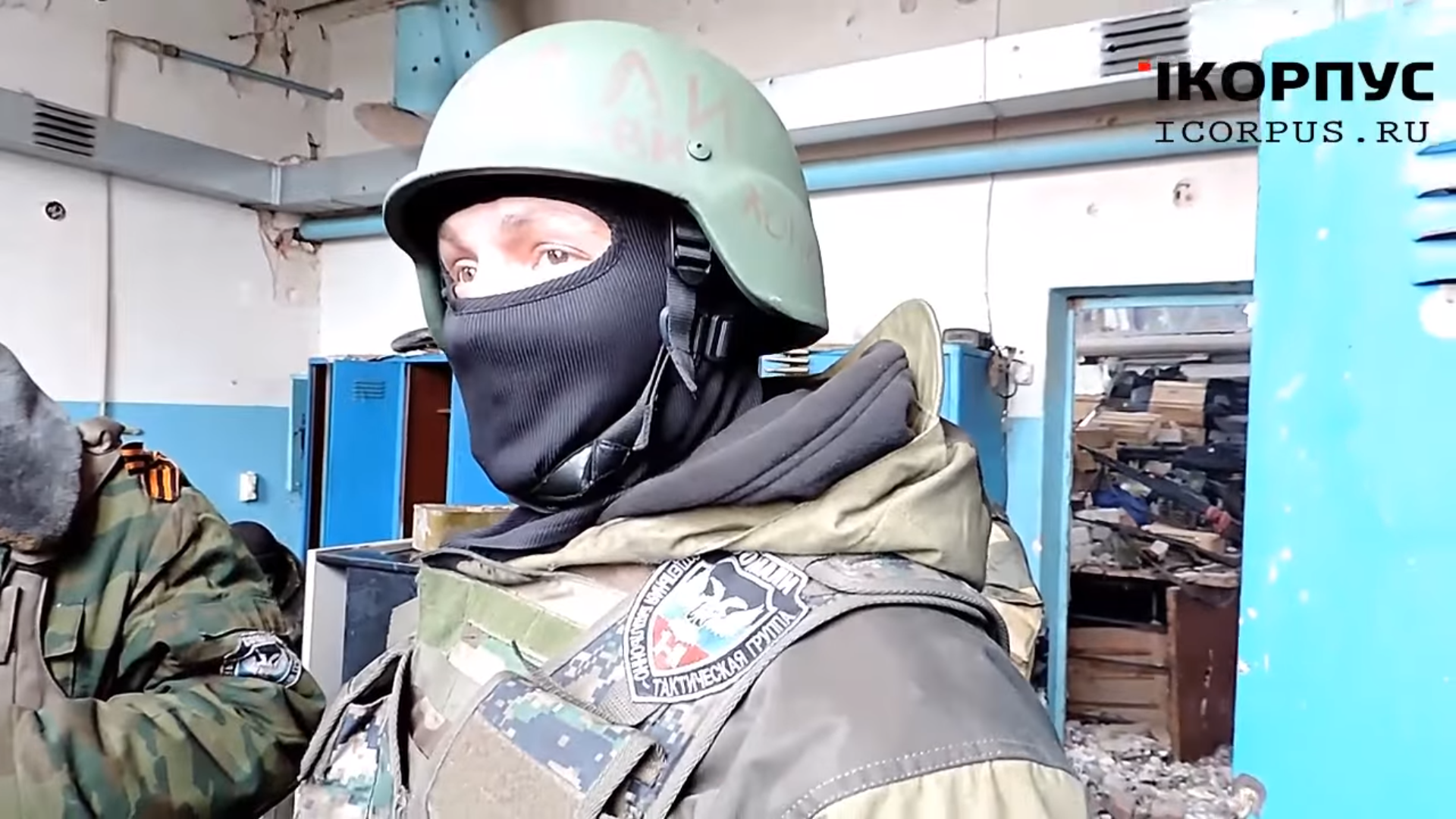
Combatiente del batallón Somalia cerca de la antigua terminal (noviembre de 2014)
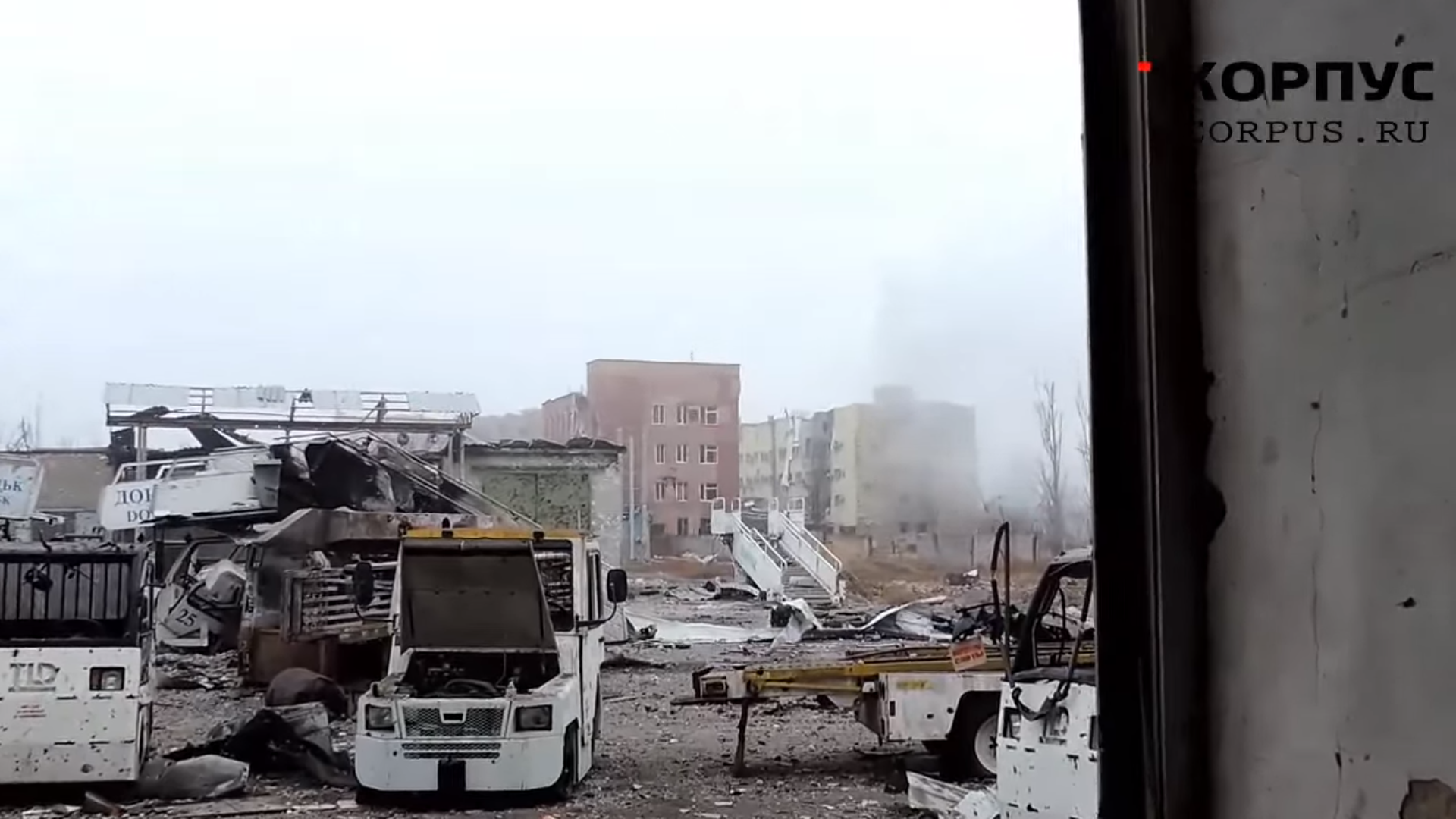
Ruinas del Aeropuerto Internacional de Donetsk con hoteles dañados por la artillería (noviembre de 2014)
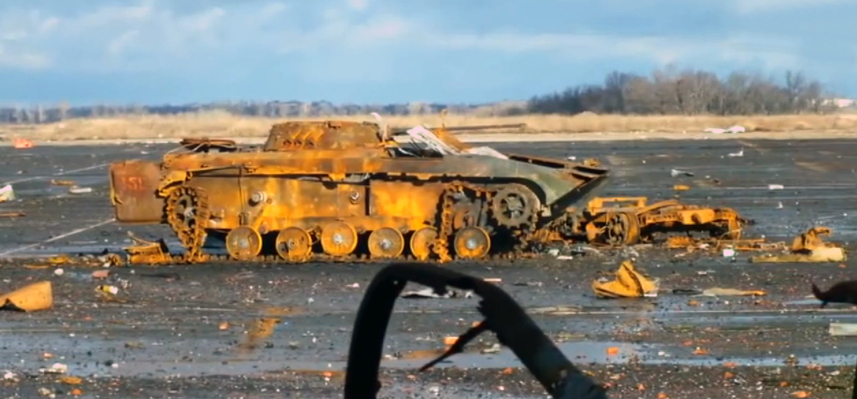
BMP-2K IFV ucraniano destruido (diciembre de 2014)
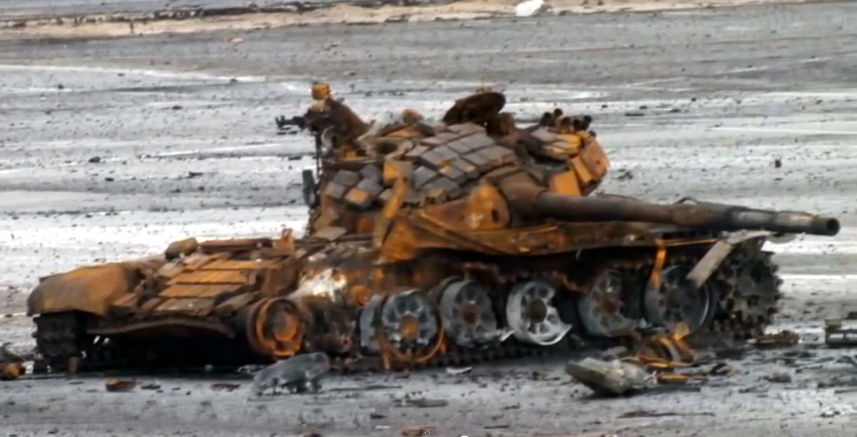
Tanque DPR T-72B1 destruido (diciembre de 2014)
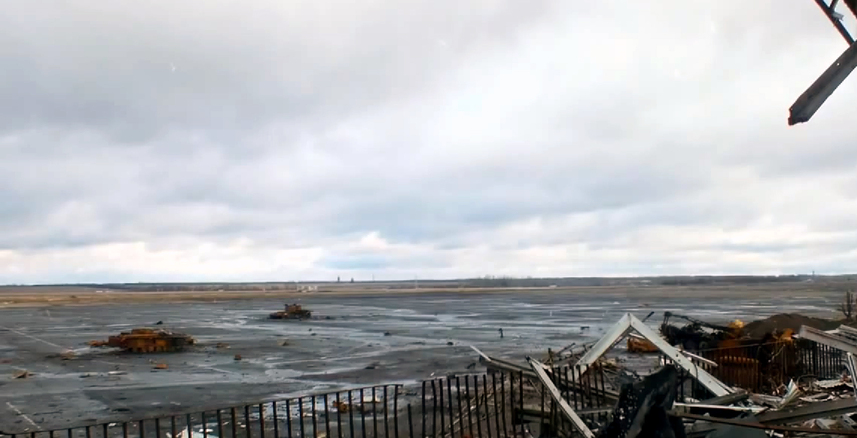
Vista de la pista desde la Terminal Vieja (diciembre de 2014)
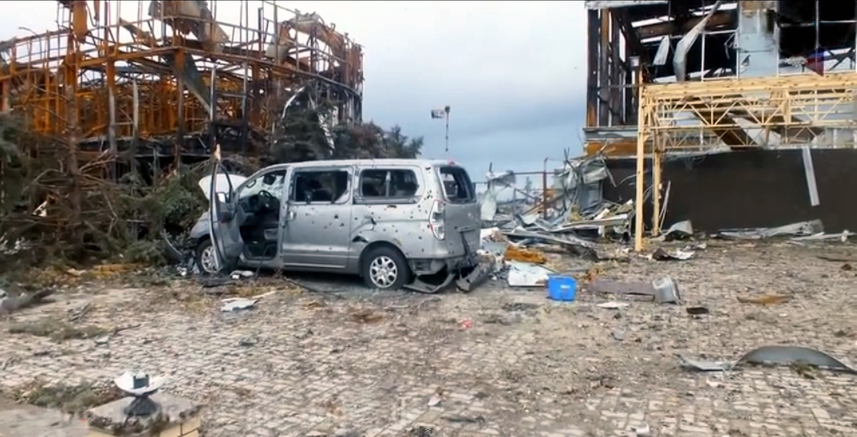
Fuera de las ruinas del Aeropuerto Internacional de Donetsk (diciembre de 2014)
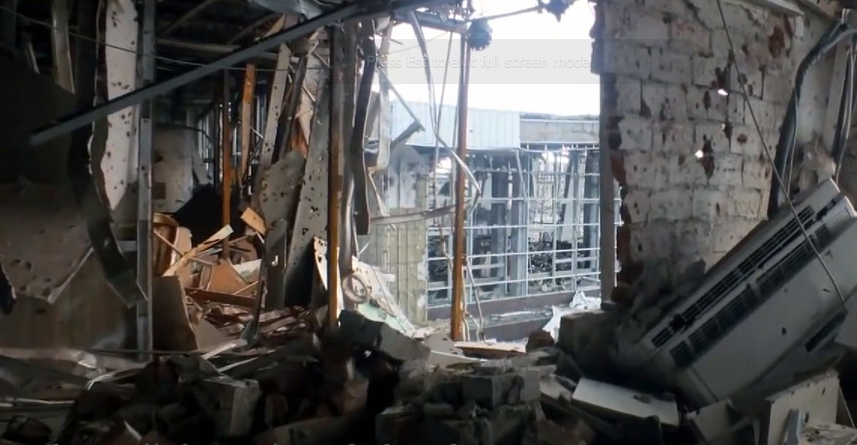
Interior del Aeropuerto Internacional de Donetsk en ruinas (diciembre de 2014)